# ميغيل أنخيل برييتو
ميغيل أنخيل برييتو (بالإسبانية: Miguel Ángel Prieto Adanero)‏ هو منافس ألعاب قوى إسباني، ولد في 20 سبتمبر 1964 في شقوبية في إسبانيا.

## وصلات خارجية
- ميغيل أنخيل برييتو على موقع الاتحاد الدولي لألعاب القوى (الإنجليزية)
- ميغيل أنخيل برييتو على موقع أوليمبيديا (الإنجليزية)